# Голям лалугер
Големите лалугери (Spermophilus major) са вид дребни бозайници от семейство Катерицови (Sciuridae). Разпространение са в степните области на юг от Урал, както и в няколко изолирани области в Джунгария.